# 帕里亞古安

帕里亞古安（西班牙語：Pariaguán），是委內瑞拉的城鎮，位於該國東北部安索阿特吉州，始建於1744年，面積457平方公里，海拔高度223米，2001年人口34,769，人口密度為每平方公里76.08人。

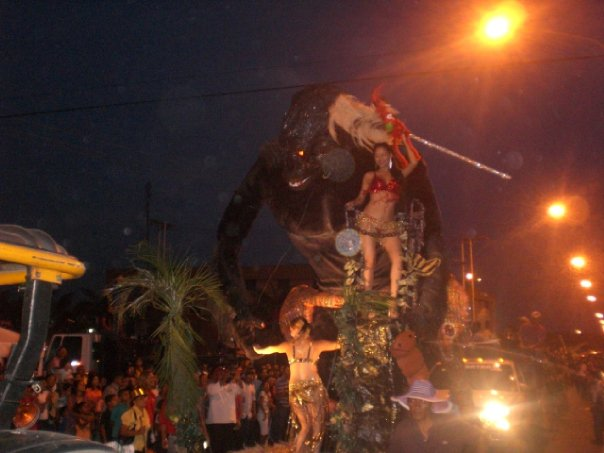